# Afrikaner Weerstandsbeweging
De Afrikaner Weerstandsbeweging, meestal afgekort als AWB, is een Zuid-Afrikaanse neonazistische en separatistische politieke en paramilitaire groepering, meestal omschreven als blank suprematistisch. De AWB werd in 1973 opgericht door o.a. Eugène Terre'Blanche en streeft naar de stichting van een onafhankelijke Boerestaat of Volksstaat voor Afrikaners. Tijdens de onderhandelingen over het beëindigen van de apartheid begin jaren '90 pleegde de AWB meerdere aanslagen in Zuid-Afrika.
Op 3 april 2010 werd medeoprichter Eugène Terre'Blanche vermoord in zijn huis in Ventersdorp waarna Steyn von Rönge de leiding overnam op 6 april 2010.

## Logo

Vlag van de AWB

De vlag van de AWB bestaat uit drie zwarte zevens (die een triskelion vormen) in een witte cirkel. Volgens de AWB vertegenwoordigen de drie zevens het tetragrammaton JHWH (Jahweh), hetgeen bedoeld zou zijn om oppositie te vormen tegen het getal 666, het getal van de Antichrist. Rood wordt geïnterpreteerd als het bloed van Jezus, terwijl zwart heldendom en moed aanduidt.
De binnenste witte cirkel symboliseert de "eeuwige strijd", of volgens sommige andere bronnen het "eeuwige leven".
De vlag toont een sterke gelijkenis met de Swastika vlag, zoals die werd gebruikt door nazi-Duitsland.
De AWB gebruikt ook de "Vierkleur", originele vlag van de ooit zelfstandige Zuid-Afrikaanse republiek en een aangepaste versie van de Van Riebeeckvlag. (Union Jack vervangen door Vryburgervlag)